# 크리스 차이크
크리스 차이크(Chris Chike, 1991년 8월 10일 ~ ), 인터넷에서 주로 알려진 닉네임인 iamchris4life 혹은 CHRS4LFE는 미국의 음악 비디오 게임 전문 E스포츠 프로게이머이다.
미국의 비디오 콘솔 게임용 컨트롤러 제작 회사인 The Ant Commandos(TAC)의 대변인을 맡기도 하였다. 또한 미국의 레스토랑 체인점인 타코벨의 광고를 맡기도 하였다.

## 주요 성과

### 기타 히어로
크리스는 "기타 히어로 3: 레전드 오브 락 단일곡 최고 점수" 기네스 세계 기록을 보유하고 있었다. 2008년 3월 11일 크리스는 기네스 심사위원 앞에서 드래곤포스의 〈Through the Fire and Flames〉 악곡을 플레이해 점수 840,647점과 정확도 97%를 달성하여 기네스 세계 기록을 세우는 데 성공했다. 2008년 9월에는 899,703점을 달성해 자신의 세계 신기록을 다시 경신했다. 또한 같은 곡을 987,786점의 점수로 풀 콤보(곡에 있는 모든 노트를 하나도 틀리지 않고 콤보를 잇는데 성공)에 성공하면서 기타 히어로 3의 모든 곡을 최초로 풀 콤보하는데 성공하였다. 크리스가 보유한 기네스 세계 기록은 2009년 5월 30일 미국의 대니 존슨이 같은 곡을 985,206점을 세우는 데 성공하면서 깨지게 되었다.
크리스는 미국 미네소타주 블루밍턴에서 열린 전미 Play N Trade 토너먼트에서 기타 히어로 3 부문에 우승하였다. 3월 15-16일 양일간 지역 토너먼트가 열렸고, 미국 전역의 100 Play N Trade 비디오 게임 소매점에서 천여 명에 가까운 게이머들이 참여하였다. 크리스는 토너먼트 우승과 함께 〈Through the Fire and Flames〉 악곡 플레이 1위로 추가 상금 2천 달러를 획득하였다.

### 댄스 댄스 레볼루션
2017년 2월 11일, 2017년 재팬 어뮤즈먼트 엑스포(JAEPO) 기간동안 열린 코나미 아케이드 챔피언쉽(6th KAC)의 댄스 댄스 레볼루션 부문에서 우승하였다. 6th KAC에서 최초로 북미 출신 선수들이 결승전에 참여할 수 있었다.
크리스는 2018년 2월 10일 열린 7th KAC에서 전년도 우승자 자격으로 자동 결승에 진출하였다. 이 대회에서는 한국의 DDR 게이머인 윤상연(아이디 FEFEMZ*)가 우승하였고 크리스는 준우승하였다.
2019년 1월 열린 8th KAC에서 크리스는 세계 1위 시드권을 획득하였다. 하지만 이 대회에서도 윤상연이 우승하였고, 크리스가 준우승하였다.
2020년 2월 열린 9th KAC에서 크리스는 세계 1위 시드권을 획득하였다. 또한 이 대회에서 우승을 차지하였다.